# LEED
LEED (Leadership in Energy & Environmental Design) là một giấy chứng nhận cho các công trình xây dựng xanh được cấp bởi Hội đồng Công trình xanh Hoa Kỳ (USGBC) ra đời năm 1995 tại Mỹ. Đây là tiêu chuẩn quốc tế tiên phong về vấn đề xây dựng các công trình tiết kiệm năng lượng và bảo vệ môi trường sống của con người.
Để nhận được chứng nhận LEED, các công trình xây dựng cần tuân thủ các tiêu chuẩn về tiết kiệm năng lượng và tạo ra một môi trường xanh như tăng hiệu quả thoát nước, giảm lượng khí thải, nâng cao chất lượng môi trường sống, tăng khả năng thích ứng của công trình với sự thay đổi của môi trường và sử dụng nguồn năng lượng tái tạo một cách tối ưu. Ngoài ra, để đạt được chứng chỉ với các cấp độ khác nhau như chứng chỉ Bạc, Vàng hay Bạch Kim, các dự án công trình cần tích lũy thêm nhiều điểm tương ứng với các tiêu chí của hệ thống đánh giá LEED mà các đơn vị đã chọn cho công trình của mình.

## Vai trò của LEED[3]
- Thiết kế và xây dựng các công trình mới

Leed cung cấp một chuẩn các quy định cho việc xây dựng các công trình xanh một cách toàn diện. Các yêu cầu của đánh giá Leed hỗ trợ cho các đơn vị xây dựng được một công trình có lợi cho sức khỏe, tối ưu nguồn nguyên liệu và tiết kệm chi phí. Leed đem lại sự phát triển bền vững trên mọi mặt.
- Cải tiến các công trình cũ

Các công trình đã được sử dụng một thời gian thường có khả năng sử dụng thấp và gây lãng phí các nguồn năng lượng. Vì thế, Leed đưa ra các giải pháp nhằm nâng cao hiệu quả sử dụng của các công trình cũ, đồng thời tiết kiệm chi phí sử dụng các nguồn năng lượng điện, nước... ở mức hiệu quả nhất.
- Thiết kế và xây dựng các không gian sinh hoạt bên trong tòa nhà

Để mang lại sự thoải mái và tiện dụng cho người dùng, các giải pháp của Leed trong việc xây dựng các công trình xanh giúp cho các đơn vị xây dựng tạo ra một không gian sinh hoạt có lợi cho sức khỏe và cải thiện chất lượng sống của con người.

## Cách đánh giá Leed[1]
Hệ thống đánh giá Leed của Hội đồng Công trình xanh Hoa Kỳ (USGBC) dựa vào sáu tiêu chí dưới đây để đánh giá một kiến trúc xanh:
1. Thiết kế địa điểm bền vững
2. Sử dụng có hiệu quả tài nguyên nước
3. Năng lượng với môi trường
4. Vật liệu và tài nguyên
5. Chất lượng môi trường trong phòng
6. Thiết kế có tính đổi mới